# Incontri internazionali di rugby a 15 di metà anno 1995
A metà anno è tradizione che le selezioni di "rugby a 15", europee in particolare, ma non solo, si rechino fuori dall'Europa o nell'emisfero sud per alcuni test. Si disputano però anche molti incontri tra nazionali dello stesso emisfero Sud. nel 1995 questa tradizione è lievemente "tradita" a causa dal fatto che nel periodo è prevista la seconda edizione della Coppa del mondo.

## La preparazione alla Coppa del Mondo
- -  Ad aprile la Francia  va a vincere a Bucarest con la Romania  :

| Bucarest 8 aprile 1995 | Romania | 15 – 24 | Francia |  |

- -  Samoa si reca in Sudafrica sin da aprile per preparare il torneo.

| Johannesburg 13 aprile 1995 | Sudafrica | 60 – 8 | Samoa | Ellis Park |

- -  Canada si reca in tour nel Sud Pacifico.

| Nadi 8 aprile 1995 | Figi | 10 – 22 | Canada |  |

| Auckland 22 aprile 1995 | Nuova Zelanda | 73 – 7 | Canada | Eden Park |

- L'Italia si reca in tour in Francia:

| Montpellier 22 aprile 1995 | Montpellier | 16 – 68 | Italia XV |  |

| Narbonne 26 aprile 1995 | Narbonne | 32 – 44 | Italia XV |  |

| Tolosa 30 aprile 1995 | US Colomiers | 27 – 22 | Italia XV |  |

- -  L'Argentina si reca in Tour in Australia.

| Brisbane 30 aprile 1995 | Australia | 53 – 7 | Argentina | Ballymore Stadium |

| Sydney 6 maggio 1995 | Australia | 30 – 13 | Argentina | Football Stadium |

- -  La Scozia va due volte in Tour prima in Spagna, poi nello Zimbabwe

| Madrid 6 maggio 1995 | Spagna | 7 – 62 | Scozia XV |  |

| Bulawayo 3 giugno 1995 | Zimbabwe | 23 – 39 | Scozia |  |

| Harare 10 giugno 1995 | Zimbabwe | 22 – 43 | Scozia |  |

- Tonga si reca in tour in Nuova Zelanda (nessun test ufficiale)

- -  La Romania, prima si reca in  Scozia (sconfitta per 49-16) poi vola in Giappone dove perde l'unico test ufficiale.

| Edimburgo 22 aprile 1995 | Scozia | 49 – 16 | Romania | (Murrayfield) |

| Tokyo 29 aprile 1995 | Giappone XV | 25 – 30 | Romania |  |

| Tokyo 3 maggio 1995 | Giappone | 34 – 21 | Romania | (Chichibu) |

- -  L'Irlanda si reca in Italia, dove subisce una storica sconfitta.

| Treviso 6 maggio 1995 | Italia | 22 – 12 | Irlanda | Monigo |

## Bledisloe Cup
Gli All Blacks riconquistano la Bledisloe Cup con due vittorie sull'Australia:
| Auckland 22 luglio 1995 | Nuova Zelanda | 28 – 16 | Australia | (Eden Park) |

| Sydney 29 luglio 1995 | Australia | 23 – 34 | Nuova Zelanda | (Football |

### Tour Post Mondiali
- -   L'Inghilterra "B" si reca in tour nelle Isole Figi e in Nuova Zelanda. Con Figi perdono 59-25 nell'unico incontro con un minimo di ufficialità.

| Suva 10 giugno 1995 | Figi XV | 59 – 25 | Inghilterra B |  |

- -  Il Galles si reca in tour in Sudafrica. Sconfitta netta nel test match con i neo-campioni del mondo

| Johannesburg 2 settembre 1995 | Sudafrica | 40 – 11 | Galles | (Ellis park) |

- - La Spagna si reca in Sudamerica :

| Santiago del Cile 26 agosto 1995 | Cile | 28 – 23 | Spagna | Prince of Wales |

| Montevideo 2 settembre 1995 | Uruguay | 47 – 10 | Spagna |  |

## Altri test
| 20 aprile 1995 | Slovenia | 12 – 10 | Austria |  |

| Copenaghen 30 aprile 1995 | Danimarca | 20 – 8 | Biritish Army |  |

| Lussemburgo 30 aprile 1995 | Svizzera | 24 – 0 | Lussemburgo |  |

| Lussemburgo 13 maggio 1995 | Lussemburgo | 18 – 18 | Andorra |  |